# Hypokopelates batikeli
Hypokopelates batikeli är en fjärilsart som beskrevs av Henry Trimen 1866. Hypokopelates batikeli ingår i släktet Hypokopelates och familjen juvelvingar. Inga underarter finns listade i Catalogue of Life.